# Olympe de Clèves
Olympe Anceau, dite Olympe de Clèves, est une actrice française née à une date inconnue et morte en 1747.

## Biographie
Elle débute à la Comédie-Française en 1728. 
Sociétaire de la Comédie-Française en 1728. 
Retraitée en 1730.